# ژانگجیاجی ۷۹۴۱۸
سیارک ۷۹۴۱۸ (به انگلیسی: 79418 Zhangjiajie، نامگذاری:1997LO) هفتاد و نه هزار و چهارصد و هجدهمین سیارک کشف شده‌است که در ۳ ژوئن ۱۹۹۷ کشف شد.